# Chris Breen
Christopher "Chris" Breen, född 29 juni 1989, är en kanadensisk professionell ishockeyspelare som spelar för Boston Bruins i NHL. Han har tidigare spelat för Calgary Flames.
Breen blev aldrig draftad av något lag.